# 胡饒
胡饶（？—937年），五代十国后唐、后晋官员，大梁人。
胡饶年轻时事奉本镇主帅为都吏，历任马步都虞候。李嗣源镇守汴州，胡饶与部将王建立相友善，唐明宗即位，王建立领真定成德节度使，表奏胡饶为真定少尹。胡饶奸诈，既在府幕，没有士君子之风。因事到赵州，平棘县令张鹏献策，请王建立在境内每县所管乡设置乡直一人，令他按月记录县令出入行止，胡饶于是推荐他。王建立推行一年，词讼蜂起，四州大扰。天成末年，定州王都作乱，暗中勾结王建立为兄弟之国。胡饶又曾推荐后梁时右庶子张澄为判官，王建立也和他亲近。张澄素不读书，每逢入座则以《阴府》、《鬼谷》为己任。王建立当时暗中以王都之盟相告，张澄与胡饶都参与其事，官军围定州，其事于是中止。清泰初年，冯道出镇同州，胡饶时为副使，冯道是重臣，很少接洽，胡饶于是喝了酒在牙门诟骂冯道，冯道请他进去，以酒肴相待。冯道后来对左右说：“此人不是好人，自当有报，我何必发怒。”胡饶后闲居河阳。天福二年（937年）夏，张从宾作乱，胡饶前去拜见。张从宾失败，胡饶以王建立镇守平卢，前去投奔，王建立请他入城，斩杀后奏报朝廷。